# Marie Chouinard
Marie Chouinard (14 maggio 1955) è una coreografa e ballerina canadese.

## Biografia
Nel 1978, Marie Chouinard presentò il suo primo lavoro, Crystallization. Dopo 12 anni come solista e coreografa, Chouinard fondò la sua compagnia nel 1990, la Compagnie Marie Chouinard.
Nel 1988, Chouinard, insieme a Wim Vandekeybus e Mark Tompkins, presentò l'ImPulsTanz Vienna International Dance Festival. Nel 2020 ha curato la Biennale Danza di Venezia.
Suo figlio è l'attore Théodore Pellerin.

## Produzioni

### Performance e soli
- 1978: Cristallisation
- 1979: Cristallisation (les 5 cycles)
- 1979: Dimanche matin, mai 1955
- 1979: Danse pour un homme habillé de noir et qui porte un revolver
- 1979: 5 Chorégraphies pour le public pieds nus
- 1979: Les oeufs, ou autrefois il y avait, il y a longtemps, au temps où...
- 1980: Voyages dans les limbes
- 1980: Auto-portrait no 1
- 1980: Auto-portrait no 2
- 1980: Petite danse sans nom
- 1980: Les Grenouilles
- 1980: Mimas, Lune de Saturne
- 1980: La Leçon
- 1980: Dislocations
- 1980: Chanson de gestes
- 1980: Quelques façons d'avancer tranquillement vers toi
- 1980: Jaune
- 1980: Récréation
- 1980: Dimanche matin, mai 2005
- 1980: Conversations
- 1981: Plaisir de tous les sens dans tous les sens
- 1981: Danseuse-performeuse cherche amoureux ou amoureuse pour la nuit de 1er juin
- 1982: Meat meets meat, avec Claude-Marie Caron
- 1982: Marie Chien Noir (Mimas, Lune de Saturne; Chien Noir et Plaisirs de tous les sens dans tous les sens)
- 1984: Table of Contents I
- 1985: Chebre, avec Claude-Marie Caron
- 1985: Earthquake in the Heartchakra; Table of Contents II
- 1986: Drive in the Dragon; Crue; S.T.A.B.(Space, Time and Beyond)
- 1987: L'Après-midi d'un faune
- 1988: Biophilia
- 1989: Poèmes d'atmosphère
- 1990: Lettre ouverte à Terpsichore
- 1992: Endangered species; Cet instant-ci et l'éternité; Terpsichore a cappella
- 2010: Lingam, Campagne
- 2012: In Museum

### Coreografie
- 1991: Les Trous du ciel
- 1993: The Rite of the Spring
- 1994: Prelude to the afternoon of a faun
- 1996: L’Amande et le diamant
- 1998: Les Solos 1978-1998
- 1998: Étude Poignante
- 1998: Humanitas
- 1999: Des feux dans la nuit
- 1999: 24 Preludes by Chopin
- 2000: Le Cri du monde
- 2001: Étude no 1
- 2003: Chorale
- 2005: Mouvements
- 2005: bODY_rEMIX/gOLDBERG_vARIATIONS
- 2008: Orpheus and Eurydice
- 2009: morning glories
- 2010: The Golden Mean (Live)
- 2012: Henri Michaux: Mouvements
- 2013: Gymnopédies

### Con altre compagnie
- 2003: Prelude to the afternoon of a faun and The Rite of the Spring/Ballet Gulbenkian, Portugal
- 2008: 24 preludes by Chopin/ Ballet national de Toronto, Canada
- 2009: Prelude to the afternoon of a faun/São Paulo Companhia de Dança, Brésil

### Film
- 2003: Cantique no 1
- 2008: bODY_rEMIX/gOLDBERG_vARIATIONS (produced by Amérimage-Spectra and realized by Marie Chouinard)

### Multiscreen film
- 2003: Cantique no 2

### Installazioni
- 2004: Cantique no 3 (participative installation created with Louis Dufort)
- 2009: Icônes (video installation created with Luc Courchesne)